# Fabrice Luchini
Fabrice Luchini (ur. 1 listopada 1951 w Paryżu) – francuski aktor filmowy, teatralny, radiowy i telewizyjny.

## Życiorys
Urodził się w Paryżu w rodzinie włoskich imigrantów, którzy byli producentami owoców i warzyw. Wychowywał się w Goutte d'Or w 18. dzielnicy Paryża.
Debiutował rolą w Tout peut arriver (1969). Jako nastolatek zagrał w filmie Érika Rohmera Kolano Klary (1970). U tego reżysera pojawił się jeszcze później w Percevalu z Galii i Nocach pełni księżyca. Występował także w filmach innych wybitnych twórców: Nagisy Oshimy, Claude'a Leloucha, Cédrika Klapischa czy Édouarda Molinaro.
Laureat Pucharu Volpiego dla najlepszego aktora na 72. MFF w Wenecji za rolę w filmie Subtelność (2015) Christiana Vincenta.

## Filmografia

### Filmy kinowe

#### Lata 1969–1979
- 1969: Tout peut arriver(inne języki) reż. Philippe Labro – jako Fabrice
- 1970: Valparaiso, Valparaiso reż. Pascal Aubier
- 1970: Kolano Klary (Le Genou de Claire(inne języki)) reż. Éric Rohmer – jako Vincent
- 1974: Opowieści niemoralne(inne języki) (La Marée) reż. Walerian Borowczyk – André
- 1975: Né reż. Jacques Richard(inne języki)
- 1975: Le Vivarium reż. Jacques Richard(inne języki)
- 1976: Vincent mit l'âne dans un pré (et s'en vint dans l'autre) reż. Pierre Zucca – jako Vincent Vergne
- 1978: Perceval z Galii (Perceval le Gallois(inne języki)) reż. Éric Rohmer – jako Perceval
- 1978: Violette Nozière(inne języki) reż. Claude Chabrol – jako Camus
- 1978: Même les mômes ont du vague à l'âme reż. Jean-Louis Daniel – jako Arthur

#### Lata 80.

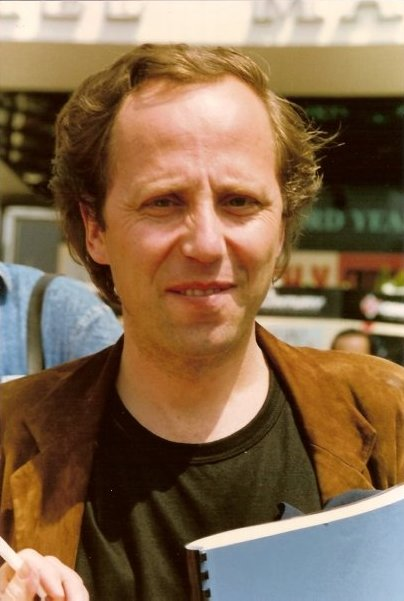
Luchini na 45. MFF w Cannes (1992)

- 1980: Żona lotnika (La Femme de l'aviateur(inne języki)) reż. Éric Rohmer – jako Mercillat
- 1982: T'es folle ou quoi ? reż. Michel Gérard – jako Jean-François Sevran
- 1982: Zig Zag Story (Et la tendresse ? Bordel Nr. 2) reż. Patrick Schulmann – jako Bob Hemler
- 1984: Emmanuelle 4 reż. Francis Leroi – jako magik Oswaldo
- 1984: Noce pełni księżyca (Les Nuits de la pleine lune(inne języki)) reż. Éric Rohmer – jako Octave
- 1985: Narada rodzinna (Conseil de famille(inne języki)) reż. Costa-Gavras – jako nieuczciwy prawnik
- 1985: P.R.O.F.S reż. Patrick Schulmann – jako Michel
- 1985: Max, moja miłość (Max mon amour) reż. Nagisa Oshima – jako Nicolas
- 1985: Rouge-gorge(inne języki) reż. Pierre Zucca – jako Frédéric
- 1986: Hôtel du paradis(inne języki) reż. Jana Boková – jako Arthur
- 1987: Les Oreilles entre les dents reż. Patrick Schulmann – jako Luc Fabri
- 1987: Cztery przygody Reinette i Mirabelle (4 aventures de Reinette et Mirabelle(inne języki)) reż. Éric Rohmer – jako handlarz dziełami sztuki
- 1988: La Couleur du vent reż. Pierre Granier-Deferre – jako Pierre Vigne
- 1988: Alouette je te plumerai reż. Pierre Zucca – jako Jacques Lacarrière

#### Lata 90.
- 1990: Dyskretna (La Discrète(inne języki)) reż. Christian Vincent i Jean-Pierre Ronssin – jako Antoine
- 1990: Uran(inne języki) reż. Claude Berri – jako Pan Jourdan
- 1992: Powrót Casanovy (Le Retour de Casanova(inne języki)) reż. Édouard Niermans – jako Camille
- 1992: Nic takiego (Riens du tout(inne języki) reż. Cédric Klapisch – jako Pan Lepetit
- 1992: Toksyczna afera (Toxic Affair(inne języki)) reż. Philomène Esposito – jako Analityk
- 1993: Drzewo, mer i mediateka (L'Arbre, le Maire et la Médiathèque(inne języki) reż. Éric Rohmer – jako Marc Rossignol, szkolny nauczyciel
- 1993: Tout ça... pour ça ! reż. Claude Lelouch – jako Fabrice Lenormand
- 1994: Pułkownik Chabert (Le Colonel Chabert(inne języki)) reż. Yves Angelo – jako Mecenas Derville
- 1995: L'Année Juliette(inne języki) reż. Philippe Le Guay – jako Camille Prader
- 1995: Zuchwały Beaumarchais (Beaumarchais, l'insolent) reż. Édouard Molinaro – jako Beaumarchais
- 1996: Mężczyźni, kobiety: sposób użycia(inne języki) reż. Claude Lelouch – jako Fabio Lini
- 1997: Un air si pur... reż. Yves Angelo – jako Magnus
- 1997: Na ostrzu szpady (Le Bossu) reż. Philippe de Broca – jako Pan de Gonzague
- 1998: Rien sur Robert reż. Pascal Bonitzer – jako Didier Temple
- 1998: Pas de scandale reż. Benoît Jacquot – jako Grégoire Jeancour
- 1998: Par cœur (Film dokumentalny) reż. Benoît Jacquot – Fabrice Luchini récite des textes de Baudelaire, Victor Hugo...

#### Lata 2000–2009
- 2000: Kłopoty Barniego(inne języki) reż. Bruno Chiche – jako Barnie, mąż Lucie
- 2003: Koszty życia(inne języki) reż. Philippe Le Guay – jako Brett
- 2003: Bliscy nieznajomi (Confidences trop intimes) reż. Patrice Leconte – jako William
- 2005: W poszukiwaniu siebie (La Cloche a sonné) reż. Bruno Herbulot – jako Simon Arcos
- 2006: Jean-Philippe(inne języki) reż. Laurent Tuel – jako Fabrice Luchini
- 2007: Zakochany Molier reż. Laurent Tirard – jako Pan Jourdain
- 2008: Niebo nad Paryżem(inne języki) reż. Cédric Klapisch – jako Roland Verneuil
- 2008: Musée haut, musée bas(inne języki) reż. Jean-Michel Ribes – jako Strażnik w muzeum Malraux
- 2008: Dziewczyna z Monako (La Fille de Monaco) reż. Anne Fontaine(inne języki) – jako Bertrand Beauvois

#### Po roku 2010

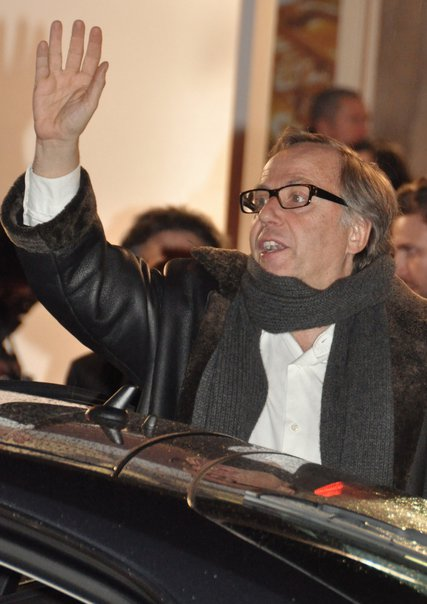
Luchini na 35. ceremonii wręczenia Cezarów (2010)

- 2010: Les invités de mon père reż. Anne Le Ny – jako Arnaud
- 2010: Żona doskonała (Potiche) reż. François Ozon – jako Robert Pujol
- 2011: Kobiety z 6. piętra (Les Femmes du 6e étage(inne języki)) reż. Philippe Le Guay – jako Jean-Louis Joubert
- 2012: U niej w domu (Dans la maison) François Ozon – jako Germain
- 2012: Asterix i Obelix: W służbie Jej Królewskiej Mości (Astérix et Obélix : Au service de sa Majesté) reż. Laurent Tirard – jako Juliusz Cezar
- 2013: Molier na rowerze (Alceste à bicyclette) reż. Philippe Le Guay – jako Serge Tanneur
- 2014: Gemma Bovery reż. Anne Fontaine – jako Martin

### Filmy TV
- 1981: Le Beau Monde reż. Michel Polac

## Teatr
(wybór)
- Czekając na Godota
- Troilus i Kresyda
- Podróż do kresu nocy

## Nagrody
- Cezar Najlepszy aktor drugoplanowy: 1993 Tout ça... pour ça!
- Nagroda na MFF w Wenecji Puchar Volpiego dla najlepszego aktora: 2015 Subtelność